# Cerkiew św. Aleksandra Newskiego w Stāmerienie
Cerkiew św. Aleksandra Newskiego – prawosławna cerkiew w Stāmerienie, w dekanacie madońskim eparchii dyneburskiej Łotewskiego Kościoła Prawosławnego.
Inicjatorem budowy świątyni był Johann von Wolff, który wzniósł cerkiew dla swojej żony, wyznawczyni prawosławia Sofii Potiomkiny. Pierwsza cerkiew w Stāmerienie była zbudowana z drewna. Na jej miejscu w latach 1902–1904 wznoszono świątynię murowaną. 6 czerwca 1904 gotowy obiekt poświęcił arcybiskup ryski i jełgawski Agatangel (Prieobrażenski) w otoczeniu 13 innych duchownych. 
Do lat 60. XX wieku cerkiew była świątynią parafialną. Po tym okresie prawosławna społeczność Stāmerieny niemal całkowicie zanikła. Pozbawiona remontów cerkiew była systematycznie dewastowana; przeprowadzono jedynie renowację głównej kopuły, która uratowała obiekt przed całkowitym zniszczeniem. Następnie budynek został zaadaptowany na magazyn sowchozu. Po upadku ZSRR istniał projekt adaptacji obiektu na salę koncertową. Z braku funduszy i te prace zostały przerwane, co umożliwiło reaktywację parafii prawosławnej. Po remontach przeprowadzonych przez kilkudziesięciu prawosławnych ze Stāmerieny 3 grudnia 1995 w cerkwi odbyła się pierwsza od kilkudziesięciu lat Święta Liturgia. Dzięki prywatnym darczyńcom w świątyni pojawił się nowy dzwon, przekazany z Białorusi. Wyposażenie świątyni uzupełniano o przedmioty z różnych cerkwi zniszczonych lub zdewastowanych w czasach radzieckich, które przetrwały ruinę obiektów, w których pierwotnie się znajdowały. Z pierwotnego wyposażenia obiektu przetrwała jedynie postać anioła z ikonostasu oraz wizerunek patrona cerkwi. 
Cerkiew w Stāmerienie ze względu na kolorystykę ścian i srebrnych kopuł na wieżach jest nazywana białą cerkwią. Świątynia usytuowana jest na niewielkim wzgórzu, tuż przy jeziorze Pogas. Budynek jest wzniesiony na planie krzyża, z wysoką wieżą-dzwonnicą przy wejściu i pięcioma kopułami w części centralnej budowli. Ikonostas został wykonany w Niżnym Nowogrodzie, a na jego zdobienie zużyto 1,5 kg złota. 